# Kalna (województwo śląskie)

Nieoficjalny herb wsi Kalna

Kalna – wieś w Polsce, położona w województwie śląskim, w powiecie bielskim, w gminie Buczkowice. Powierzchnia sołectwa wynosi 130 ha, a liczba ludności 958 (2022), co daje gęstość zaludnienia równą 596,2 os./km².
| SIMC    | Nazwa        | Rodzaj    |
| ------- | ------------ | --------- |
| 0048580 | Dział        | część wsi |
| 0048596 | Nad Kalonką  | część wsi |
| 0048604 | Poza Działem | część wsi |
| 0048610 | Wieś         | część wsi |
| 0048627 | Za Górą      | część wsi |

Według austriackiego spisu ludności z 1900 w 60 budynkach w Kalnej na obszarze 83 hektarów mieszkało 393 osób (gęstość zaludnienia 473,5 os./km²), z czego wszyscy byli polskojęzycznymi katolikami. 
Gminę jednostkową Kalna zniesiono 16 grudnia 1930, włączając ją do gminy Godziszka. Kalna usamodzielniła się od Godziszki ponownie 1 października 1949 jako nowa gromada w gminie Bystra-Wilkowice.
W latach 1975–1998 miejscowość administracyjnie należała do województwa bielskiego.
W 2008 na terenie wsi erygowano rzymskokatolicką parafię pw. św. Antoniego.
W Kalnej stoi jeden z najwyższych posągów Chrystusa Króla: 10 m z cokołem. 